# Alfred Gause
Alfred Gause (* 14. Februar 1896 in Königsberg; † 30. September 1967 in Bonn) war ein deutscher Generalleutnant im Zweiten Weltkrieg.

## Erster Weltkrieg
Beförderungen
- 5. Oktober 1914 Fähnrich
- 3. Januar 1915 Leutnant
- 18. Oktober 1918 Oberleutnant
- 1. November 1927 Rittmeister
- 1. Mai 1934 Major
- 1. Oktober 1936 Oberstleutnant
- 1. April 1939 Oberst
- 1. Juni 1941 Generalmajor
- 1. April 1943 Generalleutnant

Gause, der jüngere Bruder von Fritz Gause, trat am 14. März 1914 als Fahnenjunker in das Samländische Pionier-Bataillon Nr. 18 ein. Bei diesem diente er während des gesamten Ersten Weltkriegs. Anfang 1918 war er zur Infanterieschule Lockstedter Lager und zur Pionier-Schule 1 abkommandiert. Bei Kriegsende war er Adjutant seines Bataillons und hatte für sein Wirken während des Krieges beide Klassen des Eisernen Kreuzes und das Verwundetenabzeichen in Schwarz erhalten.

## Reichswehr
In die Reichswehr übernommen, war er ab 1. Oktober 1919 als Adjutant des Reichswehr-Pionier-Bataillons 1 tätig. Am 1. Oktober 1921 versetzte man Gause in das 1. (Preußisches) Reiter-Regiment und kommandierte ihn zur Führergehilfenausbildung zum Stab der 1. Division. Nach einem Jahr erfolgte seine Rückversetzung in das nun umbenannte 1. (Preußische) Pionier-Bataillon. Am 1. November 1925 wurde er zur 1. Batterie des 1. (Preußischen) Artillerie-Regiments nach Insterburg versetzt. Für neun Monate wurde er zur Pionierschule München kommandiert. Am 1. Februar 1927 wurde er Chef der 2. Kompanie seines Pionier-Bataillons in Königsberg, wo er zum Hauptmann befördert wurde. Am 1. Oktober 1930 kam er zur Ausbildungs-Eskadron des 16. Reiter-Regiments nach Hofgeismar. 1931 wurde er in das Reichswehrministerium versetzt, wo er im „Truppenamt“ eingesetzt wurde.
Am 1. Oktober 1931 kam er für sechs Jahre zum Stab der 5. Division in Stuttgart, wo er 1934 zum Major befördert wurde. Bei der Erweiterung der Reichswehr am 1. Oktober 1934 zum Befehlshaber vom Wehrkreis V umbenannt und im Frühjahr 1935 enttarnt, wurde dieser Stab zum Generalkommando V. Armeekorps.

## Wehrmacht
Im Stuttgarter Generalkommando wurde Gause am 15. Oktober 1935 Erster Generalstabsoffizier (Ia). Seit dem 1. Oktober 1936 Oberstleutnant i. G., wurde Gause ein Jahr später Ia des V. Armee-Korps. Am 12. Oktober 1937 wurde er zum Wehrmachtamt im Reichskriegsministerium nach Berlin versetzt. Nach der Umbenennung des RKM gehörte er ab Anfang 1938 zur Landesverteidigungsabteilung (L) im Oberkommando der Wehrmacht. Als Oberst i. G. blieb er auch bei der Mobilmachung im Sommer 1939 in dieser Funktion. Am 1. November 1939 wurde er zum Chef des Generalstabs des X. Armee-Korps ernannt. Als solcher nahm er im Frühjahr 1940 am Westfeldzug teil. Am 1. Juni 1940 wurde er in die Führerreserve versetzt und dann zum Chef der Demobilisierungsabteilung im OKH ernannt. Am 1. Oktober 1940 wurde er Chef des Generalstabes im XXXVIII. Armee-Korps. Ende Januar 1941 wurde er erneut in die Führerreserve versetzt.

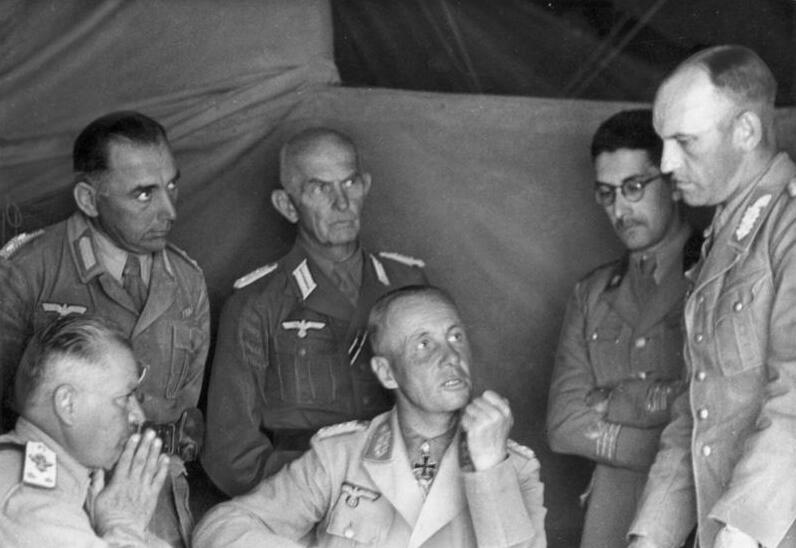
Gause (rechts) 1941 mit Rommel (Mitte)

Am 1. Juni 1941 wurde er zum Generalmajor befördert und zum deutschen Verbindungsoffizier beim Italienischen Oberkommando in Nordafrika ernannt. Am 1. September 1941 wurde er Generalstabschef der Panzergruppe Afrika. Seit dem 13. Dezember 1941 mit dem Ritterkreuz des Eisernen Kreuzes ausgezeichnet, wurde er durch die Umbenennungen des Stabes Ende Januar 1942 zum Chef des Generalstabes der Panzerarmee Afrika, am 1. Oktober 1942 zum Chef des Generalstabes der Deutsch-Italienische Panzerarmee ernannt. Anfang Dezember 1942 wurde er durch Generalleutnant Fritz Bayerlein abgelöst und in die Führerreserve versetzt. Verwendet wurde er danach in verschiedenen Funktionen, im Januar/Februar 1943 als Chef des Spezialstabes Libyen und Tunesien. Seit dem 1. März 1943 Generalstabschef der Heeresgruppe Afrika und zum Generalleutnant befördert, wurde er im Mai 1943 zum Stab von Generalfeldmarschall Erwin Rommel versetzt, bei dem er den Plan Alarich zur Besetzung von Norditalien ausarbeitete.
Mit der Umbenennung des Stabes wurde Gause Mitte Juli 1943 zum Chef des Generalstabes der Heeresgruppe B. Nachdem seine Berliner Wohnung bei einem Bombenangriff zerstört worden war, nahm Rommel Gauses Familie bei seiner Familie in der Villa Lindenhof in Herrlingen auf. Nach Streitigkeiten zwischen Rommels und Gauses Ehepartnerinnen bat Lucie Rommel ihren Mann, er solle Gause versetzen lassen, damit seine Familie ausziehe. Rommel tat dies und so wurde Gause Mitte April 1944 von Hans Speidel abgelöst und erneut in die Führerreserve versetzt. Anfang Juni 1944 wurde er kurzfristig mit der stellvertretenden Führung des LXVII. Korps beauftragt. Mitte Juni 1944 wurde er Chef des Generalstabes der Panzergruppe West, die Anfang August 1944 in 5. Panzerarmee umbenannt wurde.

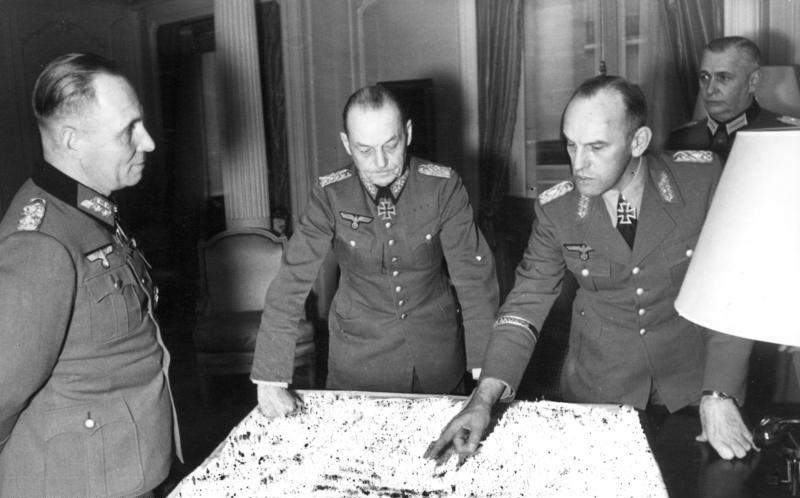
Von links nach rechts: Erwin Rommel, Gerd von Rundstedt, Alfred Gause 1943

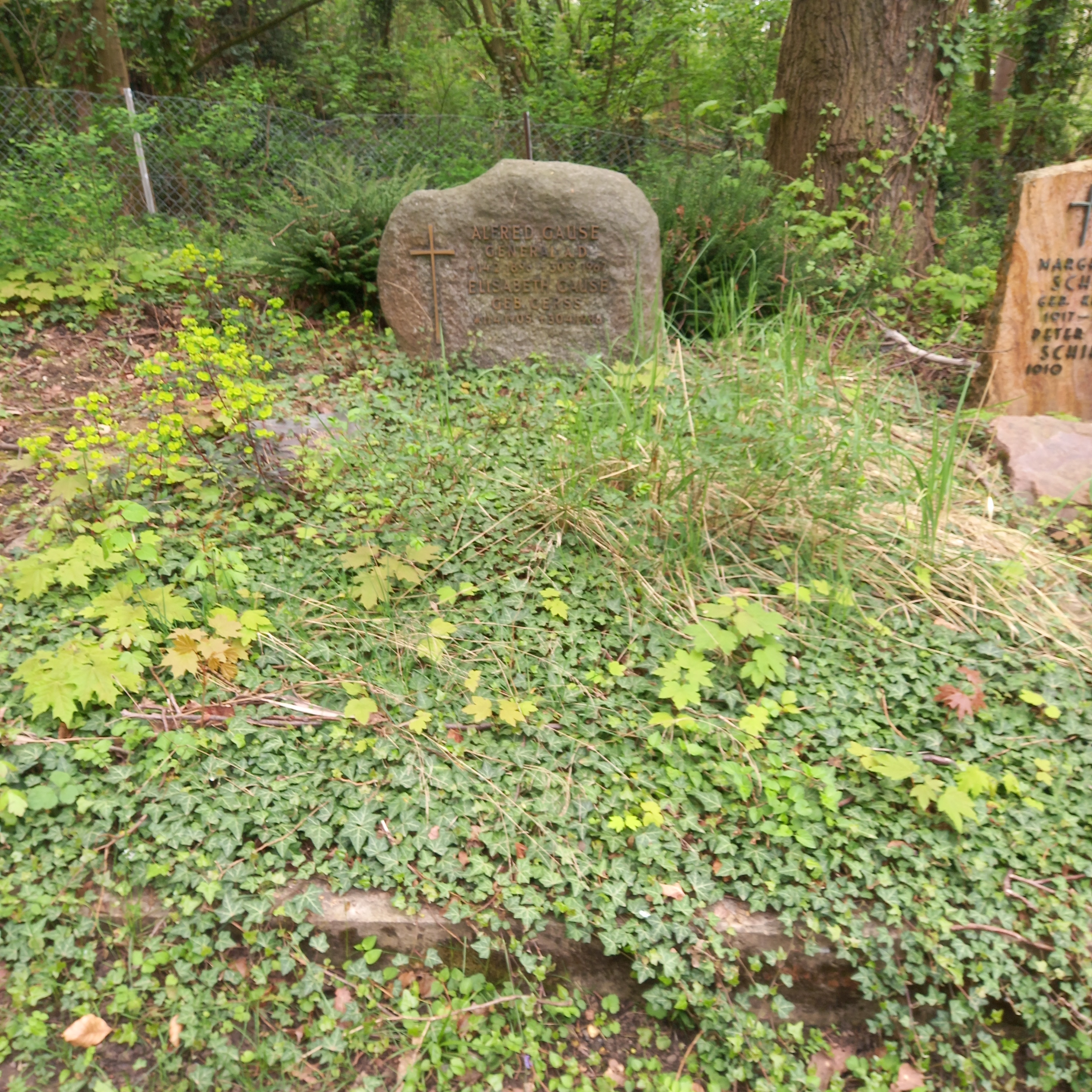
Das Grab von Alfred Gause und seiner Ehefrau Elsabeth geborene Gerss auf dem Poppelsdorfer Friedhof in Bonn

Am 14. September 1944 wurde er Chef des Generalstabes der neuen 6. Panzerarmee. Ende November 1944 wurde erneut in die Führerreserve versetzt und Anfang Januar 1945 zum Lehrgang für Kommandierende Generale kommandiert. Am 5. April 1945 wurde er mit der Führung des II. Armeekorps in Kurland beauftragt. Dort geriet er im Kurland-Kessel nach der Kapitulation am 10. Mai 1945 in sowjetische Kriegsgefangenschaft.
Im Zuge von Konrad Adenauers Heimkehr der Zehntausend wurde er am 10. Oktober 1955 aus dem Kriegsgefangenenlager 5110/48 Woikowo entlassen.